# Fructidor

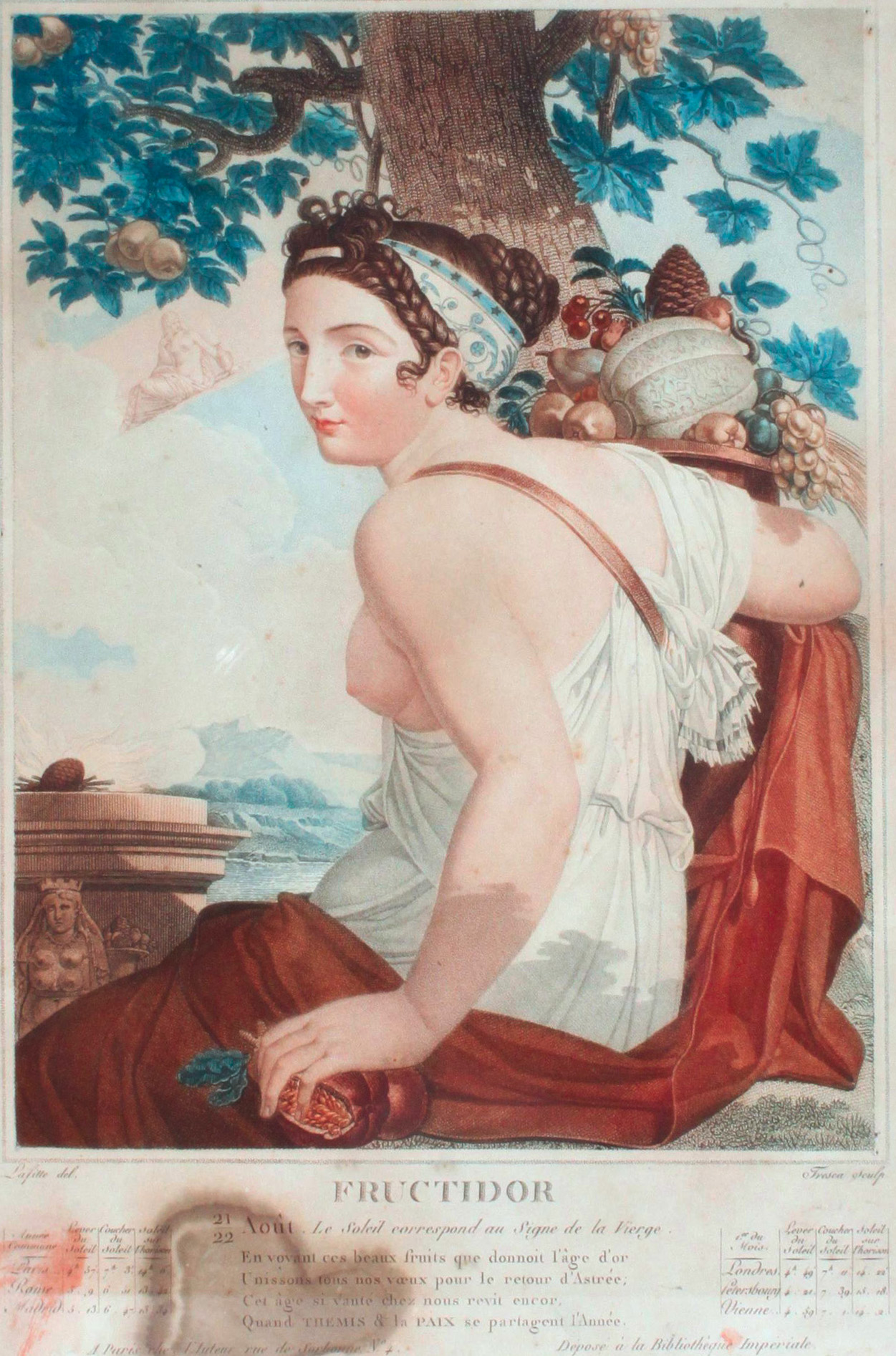
Alegoria fructidora

Fructidor (z łac. fructus = 'owoce' + z gr. doron = 'dar') – dwunasty miesiąc we francuskim kalendarzu rewolucyjnym, trzeci i ostatni miesiąc lata – tym samym ostatni miesiąc roku. Trwał od 18 sierpnia do 16 września.
W 1797 roku we fructidorze miał miejsce zamach stanu 18 fructdiora.